# 普林斯顿大学人物列表
这些是著名的普林斯顿大学人物。名单按照职业分类，各个分类里按照英文姓氏排列。

## 著名校友

### 诺贝尔奖获得者

#### 化学奖
- 埃德温·麦克米伦 - 1933屆物理博士，获1951年化学奖
- 理查德·斯莫利 - 1974屆博士，获1996年化学奖

#### 经济学奖
- 加里·贝克 - 1951屆，获1921年经济学奖
- 约翰·福布斯·纳什 - 数学教授，1950屆博士，获1994年经济学奖
- 詹姆斯·赫克曼 - 1968屆硕士，1971屆博士，获2000年经济学奖
- 迈克尔·斯彭斯 - 1966屆，获2001年经济学奖

#### 文学奖
- 尤金·奥尼尔 - 1910屆，获1936年文学奖

#### 和平奖
- 伍德罗·威尔逊 - 1879屆，获1919年和平奖，曾任普林斯顿大学校长及新泽西州州长

#### 物理学奖

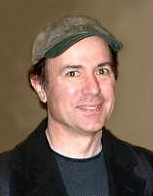
弗朗克·韦尔切克

- 阿瑟·康普顿 - 1916屆博士，获1927年物理学奖
- 克林顿·戴维孙 - 1911屆博士，获1937年物理学奖
- 约翰·巴丁 - 1936屆博士，获1956年和1972年物理学奖
- 罗伯特·霍夫施塔特 - 1938屆博士，获1961年物理学奖
- 理查德·費曼 - 1942屆博士，获1965年物理学奖
- 菲利普·安德森 - 理论物理教授，1949屆博士，获1977年物理学奖
- 史蒂文·温伯格 - 1957屆博士，获1979年物理学奖
- 崔琦 - 电子工程系教授，获1998年物理学奖
- 弗朗克·韦尔切克，物理博士，获得2004年物理学奖

### 政治人物
- 比尔·布莱德利 A.B. 1965屆 - 退役篮球明星，入选了篮球名人堂，前美国参议院议员
- 阿伦·布尔 1772屆 - 美国第三任副总统
- 比尔·福里斯特 A.B. 1974屆 - 参议院多数领导人
- 约翰·F·肯尼迪 1939屆 (第一学期之后因为健康原因退学) - 第35任美国总统
- 吉姆·里奇 A.B. 1964屆 - 前美国众议院议员
- 吉姆·马歇尔 A.B. 1972屆 - 前美国众议院议员
- 詹姆斯·麦迪逊 1771年屆 - 第4任美国总统
- 克莱本·佩尔 A.B. 1940屆 - 前美国参议院议员
- 保罗·萨本斯 A.B. 1954屆 - 前美国参议院议员
- 艾略特·斯皮策 A.B. 1981 - 纽约州第58任州长
- 阿得莱·史蒂芬孙 A.B. 1922屆 - 曾担任伊利諾州州长，民主党总统候选人，以及美国驻联合国代表
- 伍德罗·威尔逊 1879屆 - 第28任美国总统，曾任普林斯顿大学及新泽西州州长
- 朱惠良，台灣政治人物、前中华民国立法院立法委员
- 趙良方，1993屆（電腦科學博士）[1]，美國臺裔政治人物。

### 政府、法律、公共政策界
- 詹姆斯·貝克 A.B. 1952年 - 曾在美國前總統喬治·赫伯特·沃克·布希就任時期擔任美國國務卿。
- 法蘭克·卡祿奇 A.B. 1952年 - 曾在美國前總統雷根就任時期擔任美國國防部長
- William Colby A.B. 1940年 - 曾在美國前總統理察·尼克森與杰拉德·福特就任時期擔任美國中央情報局局長。
- 艾倫·杜勒斯 A.B. 1914年, M.A. 1916 - 曾在美國前總統德懷特·艾森豪就任時期擔任美國中央情報局局長。
- 約翰·福斯特·杜勒斯 A.B. 1908年 - 曾在美國前總統德懷特·艾森豪就任時期擔任美國國務卿。
- 詹姆士·佛瑞斯托 1915年 (並未畢業) - 美國前總統哈里·S·杜鲁门的国防部长
- en:Robert Goheen A.B. 1940年, M.A. 1947年, Ph.D. 1948年 - 前任普林斯頓大學校長、前任美國駐印度大使。
- 拉尔夫·纳德 A.B. 1955年 - 美国绿党总统候选人
- 理查·珀爾 M.A. 1967年 - 新保守派 （neo-conservative）政策專家
- 拉姆斯菲尔德 A.B. 1954年 - 前国防部长
- 喬治·P·舒爾茨 A.B. 1942年 - 曾在美國前總統雷根就任時期擔任美國國務卿
- 安瑪麗·斯勞特 A.B. 1980年 - 政治學和國際事務教授，普林斯頓威爾遜公共與國際事務學院（英语：Woodrow Wilson School of Public and International Affairs）院長，美國社會國際法律董事長
- 高樂聖，美國前外交官，前駐香港總領事及駐塞普勒斯大使
- 袁裕豪（Hugo Yon），美國國務院國際組織事務局（英语：Bureau of International Organization Affairs）首席副助卿、前駐華大使館、駐廣州總領事館、美國在台協會外交官
- 羅納德·斯皮爾斯（英语：Ronald I. Spiers） M.A. 1950年 - 美國前大使及外交官
- 陳卓光，美國聯邦法官

### 商界
- James T. Aubrey, Jr. A.B. 1941年 - CBS與米高梅公司的董事長
- 杰夫·贝佐斯 B.S.E. 1986年 - Amazon.com创始人
- 马尔康·福布斯 A.B. 1941年 - 商人，发行人
- 史蒂夫·福布斯 A.B. 1970年 - 马尔康·福布斯的儿子，福布斯雜誌的商人和发行人
- 卡爾·伊坎 A.B. 1957年 - 企業獵殺者（Corporate raider）
- 埃里克·施密特 B.S.E. 1976年 -  Google现任的CEO
- 查爾斯·施瓦布 A.B. 1944年 - 證券公司創立者
- 玛格丽特·惠特曼 A.B. 1977年 - eBay 的CEO。

### 经济学
- 艾倫·布蘭德 A.B. 1967年 - 經濟學教授，於美國前總統比爾·克林頓任職期間曾擔任美國聯邦準備理事會的副主席。
- 哈洛德·夏普羅 Ph.D 1964年 - 經濟學教授，曾擔任普林斯頓大學的校長（至2001年為止。

### 工程/技术
- 哈爾·艾伯森，A.B. 1969年 - directed implementation of the Logo programming language for the Apple II，麻省理工學院的電機與資訊工程教授。
- 阿隆佐·邱奇, A.B. 1924年, Ph.D.1927年 - 以邱奇-圖靈論題聞名於世的數學家，mathematician known for the Church-Turing thesis ，其發展的Λ演算 也影響了Lisp程式語言。
- 皮特·康拉德 1953屆 - 宇航员，第3个踏上月球的人
- Brian Kernighan Ph.D 1969年，電機工程與資訊工程教授，是awk的发明者之一、书籍The C Programming Language的作者之一
- Michael Stonebraker, S.B. 1965年 - relational databases的研究先驅，Ingres的奠基者。(由Computer Associates與Illustra Information Technologies贊助研究），也是PostgreSQL的創始人。
- 艾伦·图灵 Ph.D 1938年 - 计算器科学家、密码学家
- 羅伯特·范裘莉 A.B. 1947年, M.F.A. 1950年 - 建築師，1991年普利茲克獎得主。

### 文学界
- 伊恩·柯德威 A.B. 1998年 - 書籍四的法則（The Rule of Four）的作者之一，故事背景為普林斯頓大學
- Jonathan Safran Foer A.B. 1999年 - 書籍Everything is Illuminated的作者。
- Frederick Buechner A.B. 1947年 - 作家，曾獲普利茲獎提名。
- 何西·多諾索 A.B. 1951年 - 智利作家
- 弗朗西斯·斯科特·菲茨杰拉德 1917年 (並未畢業) - 書籍了不起的盖茨比的作者。
- 尤金·奧尼爾 1910年 (並未畢業) - 1936年諾貝爾文學獎得主。
- 大衛·瑞姆尼克 A.B. 1981年 - 紐約客的主編
- 布斯·塔金頓 A.B. 1893年 - 小說家，普立茲獎得主
- 索爾頓·懷爾德 M.A. 1925年 - 劇作家，作品Our Town於普林斯頓大學首演。
- 艾德蒙·威爾森 A.B. 1916年 - 文學評論家
- John Norman Ph.D - 科幻小說作者與哲學家。

### 体育
- Hobey Baker A.B. 1914年 - 知名的曲棍球選手，校際曲棍球最高的個人獎，是為了紀念他而以他的名字命名的。
- Bill Bradley A.B. 1965年 - 前籃球巨星，是進入籃球名人堂的成員之一，曾任美国参议员
- Jeff Halpern A.B. 1999年 - 現為國家冰上曲棍球聯盟的選手，效力於華盛頓首都隊
- Dick Kazmaier A.B. 1952年 - 1952年NCAA最高榮譽Heisman Trophy得主。

### 娛樂
- 約書亞·羅根 B.S. 1931屆 - 舞台劇、電影導演，普利茲獎、東妮獎得主。
- 詹姆斯·史都華 B.S. 1932屆 - 演员、飛行員，奧斯卡最佳男主角獎，奧斯卡終身成就獎得主，美國空軍准將。1947年受頒榮譽學位。1990年校友最高榮譽《Woodrow Wilson獎》得主。1959年至1963年校友會理事。
- 何塞·费雷尔 A.B. 1933屆 - 奥斯卡奖和托尼奖获奖演员
- 查理·吉布森 A.B. 1965屆 - 电视早间秀主持人
- 大卫·杜楚尼 A.B. 1982屆 - X档案男主角饰演者
- 波姬·小丝 A.B. 1987屆 - 演员
- 迪恩·凯恩 A.B. 1988屆 - 演员，曾在电视剧集露易斯和克拉克: 超人新冒险中扮演超人。
- 温特沃斯·米勒           - 演员，曾在知名电视剧集越獄中扮演迈克尔·斯科菲尔德，在 閃電俠和明日傳奇中扮演冷凍隊長captain coldLeonard Snart

### 其它
- James Caldwell，美國革命的士兵與軍隊牧師。
- Henry "Lighthorse Harry" Lee A.B. 1773年 - 美國革命時的騎兵隊軍官，南北戰爭其間知名的"李將軍"─羅伯特·李的父親。
- 艾倫·萊特曼 A.B. 1970年 - 物理學家與作家，也是麻省理工學院的教授。
- Neil Rudenstine A.B. 1955年 - 前哈佛大學校長。
- George Rupp A.B. 1964年 - 前哥倫比亞大學
- Lowell Thomas M.A. 1916年 - 美國旅遊家、廣播員與作家。
- 康乃爾·韋斯特 Ph.D 1980年 - 宗教學與從事非裔美人研究的教授。

## 著名教授

### 诺贝尔奖获得者

#### 经济学奖
- 威廉·阿瑟·刘易斯 - 政治经济学教授，获1979年经济学奖
- 约翰·福布斯·纳什 - 数学教授，1950屆博士，获1994年经济学奖
- 丹尼尔·卡内曼，心理学教授，获2002年经济学奖

#### 文学奖
- 托妮·莫里森 - 英文教授，黑人女作家，获1993年文学奖

#### 和平奖
- 伍德罗·威尔逊 - 1879屆，获1919年和平奖

#### 物理学奖
- 尤金·维格纳 - 理论物理教授，获1963年物理学奖
- 菲利普·安德森 - 理论物理教授，1949屆博士，获1977年物理学奖
- 阿诺·彭齐亚斯 - 教授级访问学者，获1978年物理学奖
- 瓦尔·菲奇，物理教授，与詹姆斯·克罗宁，物理教授共同获1980年物理学奖
- 拉塞尔·赫尔斯，物理教授，与约瑟夫·泰勒，物理教授共同获1993年物理学奖
- 崔琦，电子工程教授，获1998年物理学奖
- 戴维·格娄斯，物理教授，获得2004年物理学奖

#### 生理学或医学奖
- 艾瑞克·威斯乔斯 - 分子生物学教授，获1995年生理学或医学奖

### 其他
普林斯顿大学教授亦是校友者以斜體註明：
- 本·伯南克 - 经济学和公共关系教授，现任美国联邦储备局主席
- 阿兰·布兰德 A.B. 1967 - 經濟學教授，Vice Chairman of the Federal Reserve Board under President Bill Clinton
- 羅拔·彼得·佐治 - 法學教授，憲法學者
- 索尔·阿伦·克里普克 - 哲學教授。
- 保羅·克魯格曼 - 經濟學教授，紐約時報專欄作家。
- David K. Lewis - 哲學教授。
- 约翰·福布斯·纳什 - 数学教授。主要工作领域为博弈论和微分几何学，并提出了纳什均衡。
- George A. Miller - professor emeritus of psychology, author of the article The Magical Number Seven
- 托尼·莫里森 - 英文教授，1993年诺贝尔文学奖获得者、黑人女作家
- Joyce Carol Oates - Creative Writing Program教授
- Harold Shapiro Ph.D 1964 - professor of economics, president of Princeton until 2001
- Peter Singer - professor of human values, expert on practical ethics
- 安妮-瑪麗·斯勞特 A.B. 1980 - professor of politics and international affairs, Dean of the Woodrow Wilson School, president of the American Society of International Law
- 羅伯特·塔揚 - professor of computer science, inventor of many algorithms related to graph theory, winner of the 1986 Turing award
- 康乃爾·韋斯特 Ph.D 1980 - professor of religion and African American studies
- 安德鲁·怀尔斯 - 数学教授, 费马大定理证明人
- 姚期智 - 世界著名计算机科学家，2000年图灵奖得主，目前是清华大学教授。
- 馬克斯﹒斯塔克豪思- 里默和路得﹒德·弗里斯改革宗神學與公共生活榮譽教授 (英語: The Rimmer and Ruth de Vries Professor of Reformed Theology and Public Life Emeritus) 。[2]

## 历任校长
Princeton University is led by a President selected by the Board of Trustees. A number of noted American statesmen, clerics, and revolutionaries led the University in the eighteenth century; today, the office is usually held by prominent academics.
1. Jonathan Dickinson 1747
2. Aaron Burr, Sr. 1748-1757 (Elected 1748, effectively in charge since 1747 )
3. Jonathan Edwards 1758
4. Samuel Davies 1759-1761
5. Samuel Finley 1761-1766
6. John Witherspoon 1768-1794
7. Samuel Stanhope Smith 1795-1812
8. Ashbel Green 1812-1822
9. James Carnahan 1823-1854
10. John Maclean, Jr. 1854-1868
11. James McCosh 1868-1888
12. Francis L. Patton 1888-1902
13. Woodrow Wilson 1902-1910
14. John G. Hibben 1912-1932
15. Harold W. Dodds 1933-1957
16. Robert F. Goheen 1957-1972
17. William G. Bowen 1972-1988
18. Harold T. Shapiro 1988-2001
19. Shirley M. Tilghman 2001–2013
20. Christopher L. Eisgruber 2013年至今